# Darwinfinken
Die Darwinfinken oder Galápagos-Finken (Geospizini) sind eine Gruppe von Singvogelarten, die nur auf den Galápagos-Inseln und mit einer Art, dem Kokosinsel-Darwinfinken (Pinaroloxias inornata), auf der Kokos-Insel verbreitet sind. Es handelt sich dabei um 18 sehr eng verwandte Arten, die alle von einem gemeinsamen Vorfahren abstammen. Ihre nächsten Verwandten sind nicht, wie der Name nahelegt, die Finken, sondern finkenähnliche Singvögel, die früher zu den Ammern (Emberizidae) gezählt wurden, heute aber zu den Tangaren (Thraupidae) gezählt werden.

## Aussehen
Darwinfinken sind etwa 20 Zentimeter groß und unterscheiden sich im Wesentlichen durch die Form und Größe ihres Schnabels sowie durch ihre unterschiedlichen Lebens-, speziell Ernährungsweisen. Auch ihre Gesänge sind unterschiedlich.

## Systematik
Die Darwinfinken wurden lange Zeit in die Familie der Ammern (Emberizidae) eingeordnet, in der sich damals noch viele nord- und südamerikanische Arten befanden, u. a. auch die Neuweltammern (Passerellidae). Innerhalb dieser Familie wurde den Darwinfinken zuweilen der Rang einer Unterfamilie (Geospizinae) zugewiesen.
Seit den 1990er Jahren hat sich durch molekulargenetische Untersuchungen jedoch gezeigt, dass die Zuordnungen phylogenetisch nicht haltbar waren, so dass die Familie der Ammern heute nur noch die altweltliche Gattung Emberiza enthält. Für die Darwinfinken zeigte sich insbesondere, dass diese in die Familie der Tangaren gehören. Innerhalb dieser Familie stehen sie neuerdings in der Unterfamilie Coerebinae, die viele „Insel-Arten“ enthält, die sich durch den Bau von abgedeckten Nestern oder Kugelnestern auszeichnen. Die Gruppe der Darwinfinken wird entsprechend unter dem Namen Geospizini geführt. Obwohl die Endung „-ini“ den Rang eines Tribus nahelegt, ist noch keine Aufteilung der Unterfamilie in verschiedene Tribus anerkannt.
Die innere Systematik der Darwinfinken wurde in den letzten Jahren ebenfalls eingehend untersucht. Dadurch wurde bestätigt, dass die Gruppe eine Klade bildet. Die Zuordnung der Arten zu Gattungen wurde dabei geändert, um monophyletische Taxa zu gewährleisten. Die World Bird List der IOU führt 2018 die folgende Liste:
Gattungen und Arten
- Baumfinken (Camarhynchus)

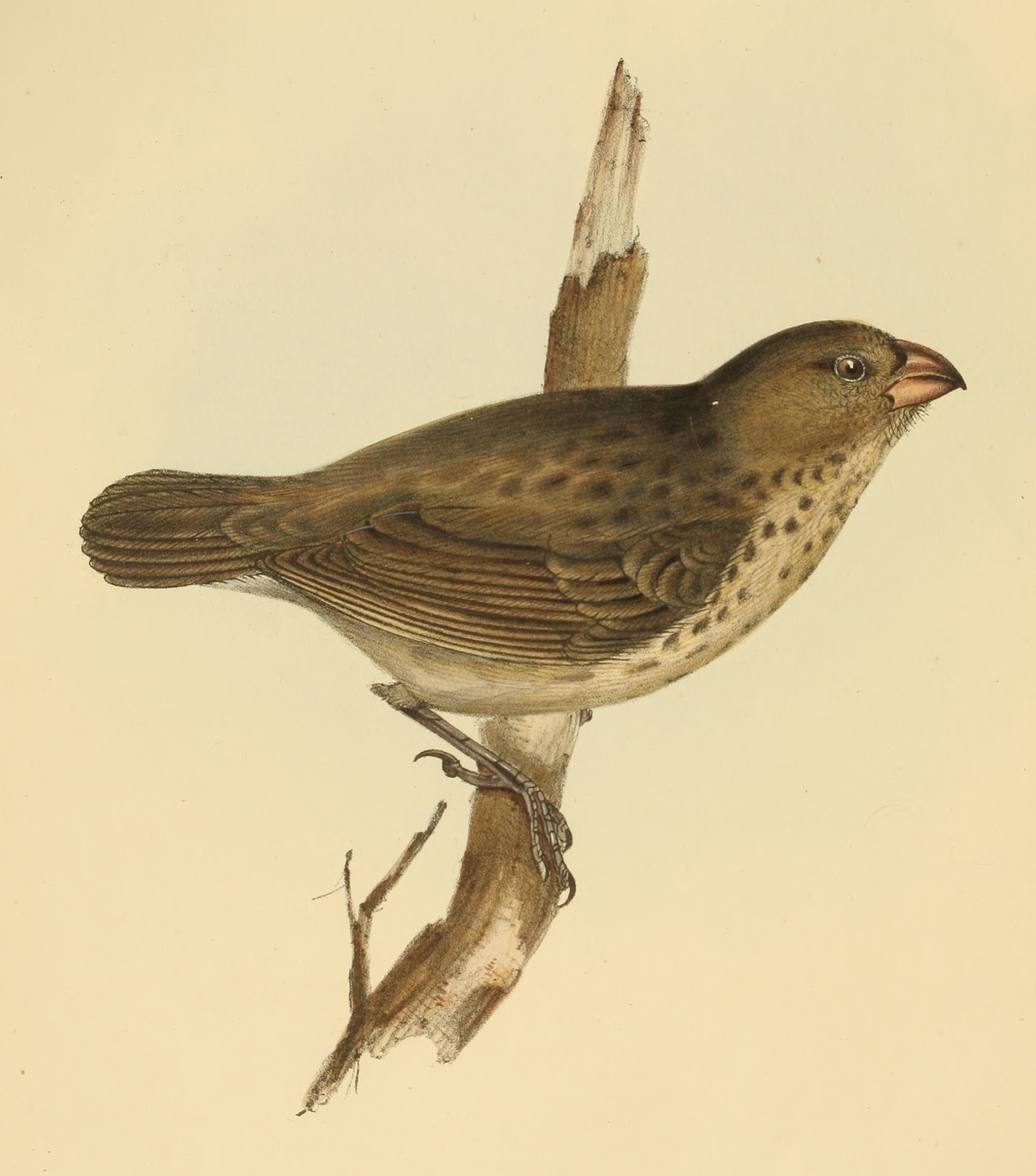
Dickschnabel-Darwinfink (Camarhynchus crassirostris)

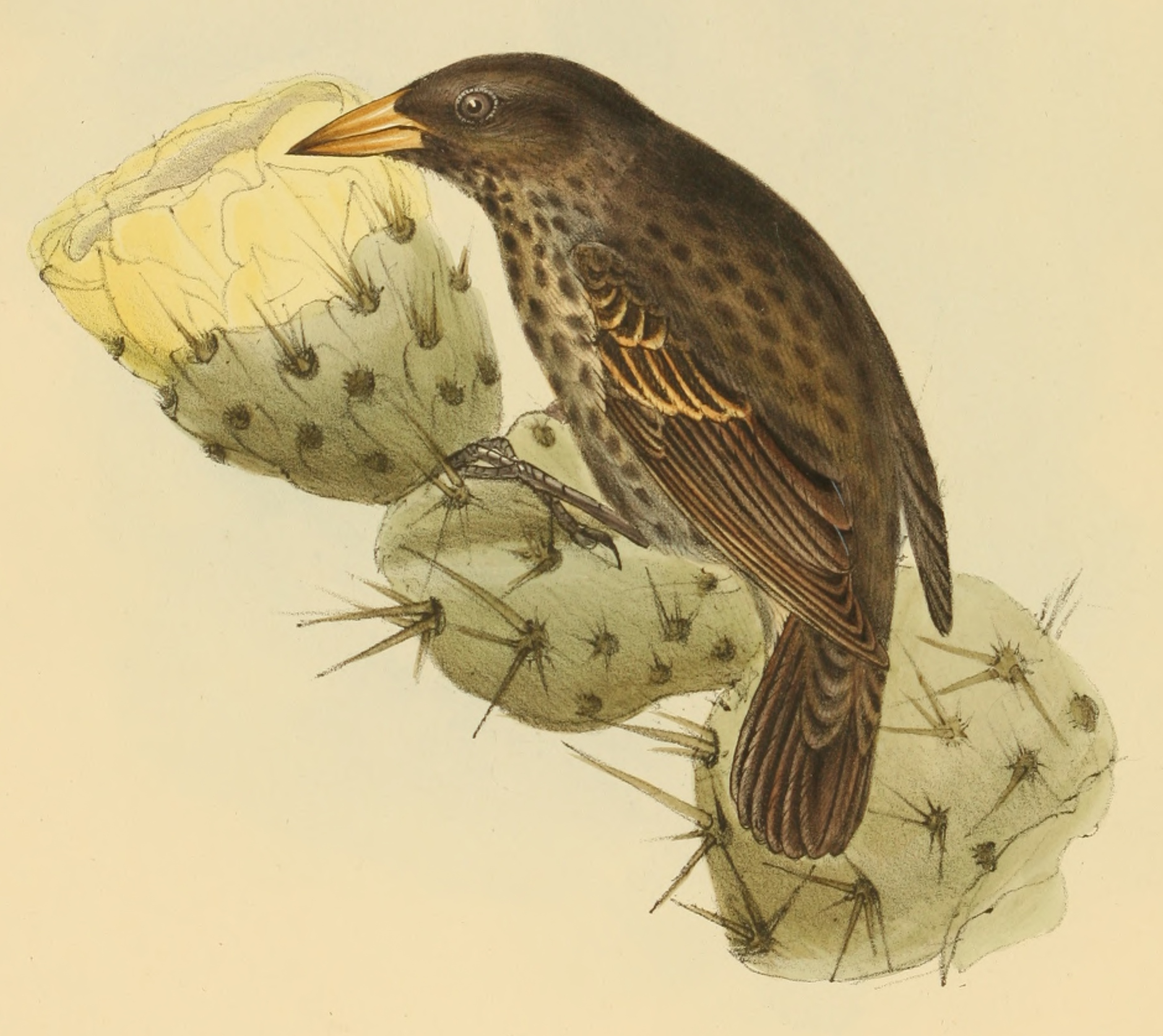
Kaktusgrundfink (Geospiza scandens)

  - Mangrovedarwinfink (Camarhynchus heliobates)
  - Papageischnabel-Darwinfink (Camarhynchus psittacula)
  - Zwergdarwinfink (Camarhynchus parvulus)
  - Kleinschnabel-Darwinfink (Camarhynchus pauper)
  - Spechtdarwinfink (Camarhynchus pallidus)
- Certhidea
  - Laubsänger-Darwinfink (Certhidea fusca)
  - Waldsänger-Darwinfink (Certhidea olivacea)
- Grundfinken (Geospiza)
  - Genovesagrundfink (Geospiza acutirostris)
  - Españolagrundfink (Geospiza conirostris)
  - Mittelgrundfink (Geospiza fortis)
  - Kleingrundfink (Geospiza fuliginosa)
  - Großschnabel-Grundfink (Geospiza magnirostris)
  - Españolagrundfink (Geospiza propinqua)
  - Kaktusgrundfink (Geospiza scandens)
  - Vampirgrundfink (Geospiza septentrionalis)
  - Spitzschnabel-Grundfink (Geospiza difficilis) – gehört eventuell nicht in diese Gattung
- Pinaroloxias
  - Kokosinsel-Darwinfink (Pinaroloxias inornata)
- Platyspiza
  - Dickschnabel-Darwinfink (Platyspiza crassirostris)

Die Verwandtschaftsverhältnisse auf Gattungsebene können nach Ferrington u. a.(2014) durch folgendes Kladogramm wiedergegeben werden:
|  | Platyspiza                                                |
|  |                                                           |
|  | \| \| Camarhynchus \| \| \| \| \| \| Geospiza \| \| \| \| |
|  |                                                           |
|  | Camarhynchus                                              |
|  |                                                           |
|  | Geospiza                                                  |
|  |                                                           |

|  | Camarhynchus |
|  |              |
|  | Geospiza     |
|  |              |

|  | Platyspiza                                                |
|  |                                                           |
|  | \| \| Camarhynchus \| \| \| \| \| \| Geospiza \| \| \| \| |
|  |                                                           |
|  | Camarhynchus                                              |
|  |                                                           |
|  | Geospiza                                                  |
|  |                                                           |

|  | Camarhynchus |
|  |              |
|  | Geospiza     |
|  |              |

|  | Platyspiza                                                |
|  |                                                           |
|  | \| \| Camarhynchus \| \| \| \| \| \| Geospiza \| \| \| \| |
|  |                                                           |
|  | Camarhynchus                                              |
|  |                                                           |
|  | Geospiza                                                  |
|  |                                                           |

|  | Camarhynchus |
|  |              |
|  | Geospiza     |
|  |              |

|  | Platyspiza                                                |
|  |                                                           |
|  | \| \| Camarhynchus \| \| \| \| \| \| Geospiza \| \| \| \| |
|  |                                                           |
|  | Camarhynchus                                              |
|  |                                                           |
|  | Geospiza                                                  |
|  |                                                           |

|  | Camarhynchus |
|  |              |
|  | Geospiza     |
|  |              |

## Evolution der Darwinfinken
Die Galápagos-Inseln gehören zu Ecuador und liegen rund 1000 Kilometer vor der Westküste Südamerikas. Sie sind vulkanischen Ursprungs, hatten nie direkte Verbindung zum Festland und wurden daher erst nach und nach von unterschiedlichen Organismen besiedelt. Durch Stürme oder andere Ursachen wurden auch „Finken“ auf die Inselgruppe verschlagen; möglicherweise bestand die Gründerpopulation nur aus einem einzigen trächtigen Weibchen. Gleichwohl konnte sich eine Population dieser Zuwanderer etablieren, und in der Folge wurden alle Inseln des Archipels von ihnen besiedelt. Geografische Separation und intraspezifische Konkurrenz führten dazu, dass auf den diversen Inseln aus der Stammart schließlich mehrere Folgearten hervorgingen.
Nach dieser Auffächerung gelangten einige Individuen der Folgearten auf die Insel der Stammart zurück und lebten in Koexistenz mit der Stammart, da beide inzwischen durch Isolationsmechanismen genetisch und reproduktiv voneinander isoliert waren. Dieser Artbildungsprozess durch adaptive Radiation wiederholte sich mehrere Male, was zu den 14 Darwinfinken-Arten der Galapágos-Inseln führte; er gilt als beispielhaft für die Artenbildung im Verlauf der Stammesgeschichte des Lebens.

## Forschungsgeschichte
Während ihrer fast fünf Jahre dauernden Vermessungsfahrt hielt sich die Beagle vom 15. September bis zum 20. Oktober 1835 im Gebiet der Galápagos-Inseln auf. Charles Darwin, der als junger Mann an der Fahrt teilnahm, erkundete während dieser Zeit die Inseln San Cristóbal, Floreana, Isabela und San Salvador. Unter den auf diesen Inseln geschossenen Vögeln, die er am 4. Januar 1837 der Zoological Society of London schenkte, befanden sich 31 Exemplare der Galápagos-Finken.
Kurator des Museums der Zoologischen Gesellschaft war zu dieser Zeit John Gould, der die unbekannten Vögel untersuchte und entdeckte, dass diese Exemplare eine völlig neue Gruppe darstellten. Nur wenige Tage später, am 10. Januar 1837, stellte Gould seine Erkenntnisse der Zoologischen Gesellschaft vor. Die von ihm als Geospiza benannte neue Gattung unterteilte er zunächst in die Untergattungen Camarhynchus sowie Cactornis und beschrieb 12 Arten. Bei der weiteren Aufarbeitung der von Darwin von den Galápagos-Inseln mitgebrachten Vögeln erkannte Gould, dass auch der Waldsängerfink (Certhidea olivacea) zu dieser Gruppe gehörte, und stellte die Art in die dritte Untergattung Certhidea. In der endgültigen Fassung seines Vortrages, die Ende des Jahres erschien, umfasste die neue Gruppe damals insgesamt 13 Arten.
Der Españolagrundfink (Geospiza conirostris), der Mangrovedarwinfink (Camarhynchus heliobates), der Kleinschnabel-Darwinfink (Camarhynchus pauper) und der Spechtdarwinfink (Camarhynchus pallidus) wurden erst zwischen 1868 und 1899 entdeckt. Der Kokosfink (Pinaroloxias inornata), die einzige zur Gruppe der Darwinfinken zählende Art, die nicht von den Galápagos-Inseln stammt, wurde während der Fahrt der H.M.S. Sulphur auf der Kokos-Insel entdeckt und 1843 durch Gould beschrieben.
Dass Darwin die von ihm geschossenen Darwinfinken nicht den einzelnen Inseln zuordnete, sorgte immer wieder für taxonomische Schwierigkeiten. Durch die Einbeziehung der von Robert FitzRoy, dessen persönlichen Steward Harry Fuller sowie Darwins Gehilfen Syms Covington gesammelten Exemplare konnten diese jedoch gelöst werden. Die häufig anzutreffende Darstellung, dass insbesondere die Beobachtung der „Finken“ auf den Galápagos-Inseln durch Darwin mit zu seiner Evolutionstheorie geführt hat, ist nicht korrekt. In der ersten Auflage von Die Entstehung der Arten werden die Galápagos-Finken nur beiläufig und primär im Hinblick auf ihre Abstammung von südamerikanischen Verwandten erwähnt. Darwin erwähnt sie ebenfalls in seinen Tagebuchnotizen während der Beagle-Reise – erstmals 1835 – und in seinem Reisebericht, in dem er die abgestufte Formenvielfalt mit der geografischen Separation in Verbindung bringt. Nach Ansicht einiger Autoren sind die auf den Galapagos-Inseln vorkommenden vier Arten der Spottdrosseln, nämlich Hood-Spottdrossel, San Cristobal-Spottdrossel, Galapagos-Spottdrossel und Charles-Spottdrossel, bedeutender für Darwins Beiträge zur Evolutionstheorie gewesen als die Darwinfinken. Während des Aufenthalts auf den Galapagosinseln erregten diese vier Spottdrosseln die Aufmerksamkeit Darwins, weil sie einerseits denen ähnelten, die er vom südamerikanischen Festland kannte, gleichzeitig jedoch auffällige Abweichungen aufwiesen. Er fand dies so auffällig, dass er anders als bei den Darwinfinken für jedes auf den Inseln gesammelte Exemplar den Fundort exakt festhielt.
Als Taxon wurden die Darwinfinken 1929 durch Harry S. Swarth als Familie Geospizidae aufgestellt. Carl Eduard Hellmayr stufte sie 1938 zu einer Unterfamilie herab.
Heute steht die Gruppe innerhalb der Unterfamilie Coerebinae innerhalb der Familie Tangaren (Thraupidae). Die Bezeichnung „Darwinfinken“ wurde 1936 von Percy Roycroft Lowe (1870–1948) geprägt und durch das 1947 erschienene Buch Darwin's Finches von David Lack populär gemacht.

## Nachweise

## Weiterführende Literatur
- Peter R. Grant, Jonathan Weiner: Ecology and Evolution of Darwin's Finches. Princeton University Press, 1999, ISBN 0-691-04866-5.
- Peter R. Grant, B. Rosemary Grant: Genetics and the origin of bird species. In: Proceedings of the National Academy of Sciences. Band 94, Nr. 15, 1997, S. 7768–7775; Volltext (PDF)
- B. Rosemary Grant, Peter R. Grant: Fission and fusion of Darwin's finches populations. In: Philosophical Transactions of the Royal Societey B. Band 363, Nr. 1505, 2008, S. 2821–2829; doi:10.1098/rstb.2008.0051
- Peter R. Grant, B. Rosemary Grant: Pedigrees, assortative mating and speciation in Darwin's finches. In: Philosophical Transactions of the Royal Societey B. Band 275, Nr. 2008, 1635, S. 661–668, doi:10.1098/rspb.2007.0898
- A. Sato, C. O’Huigin, F. Figuera, P. R. Grant, B. R. Grant, H. Tichy, J. Klein: Phylogeny of Darwin’s finches as revealed by mtDNA sequences. In: Proceedings of the National Academy of Sciences. Band 96, Nr. 9, 1999, S. 5101–5106; Volltext (PDF)
- Jeffrey Podos: Correlated evolution of morphology and vocal signal structure in Darwin's finches. In: Nature. Band 409, 2001, S. 185–188, doi:10.1038/35051570; Abbildung der Schnabelformen